# 18 de novembro
18 de novembro é o 322.º dia do ano no calendário gregoriano (323.º em anos bissextos). Faltam 43 dias para acabar o ano.

## Eventos históricos

1626: Basílica de São Pedro

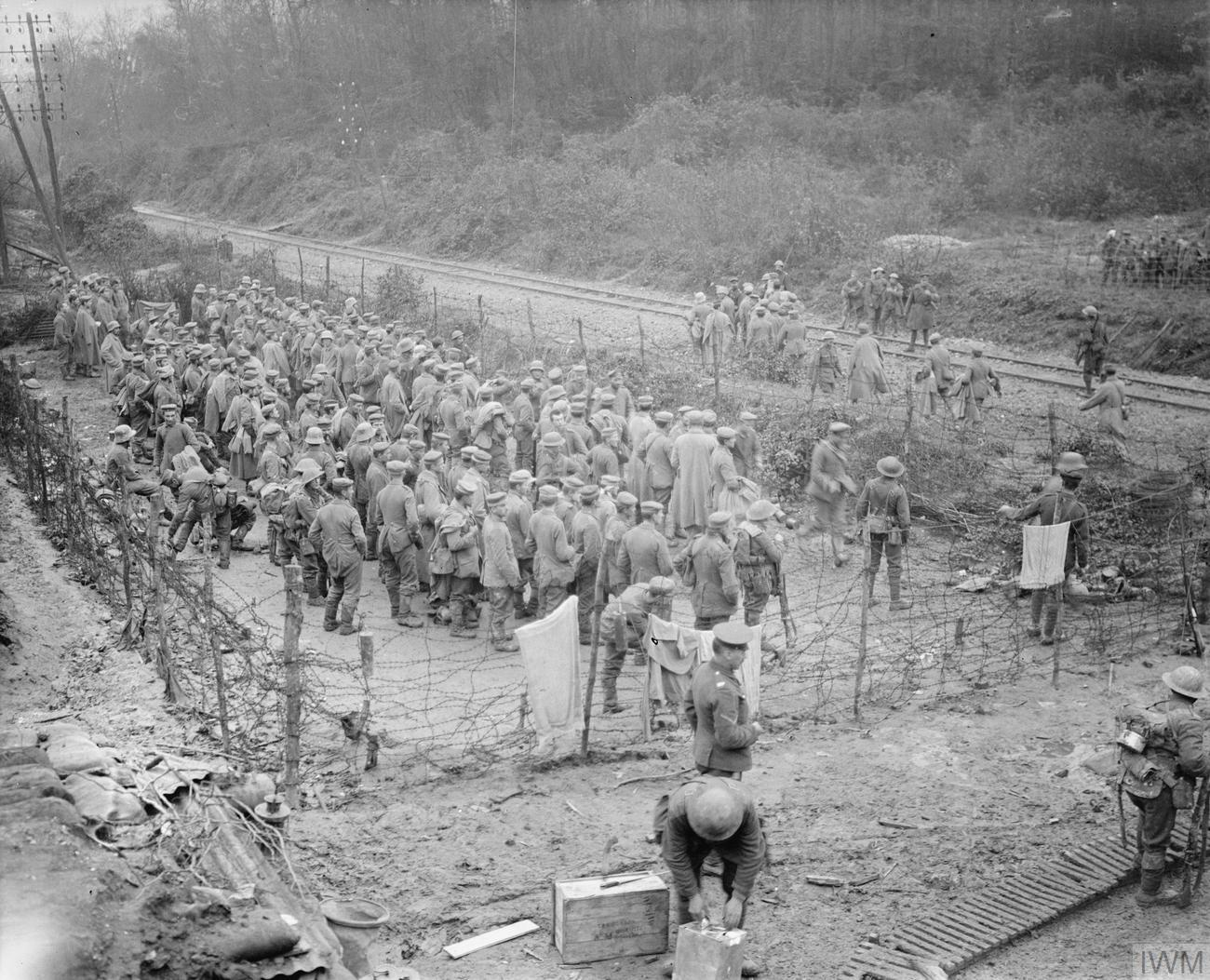
1916: Primeira Batalha do Somme

- 0326 — A Antiga Basílica de São Pedro é consagrada.
- 0401 — Os visigodos, liderados pelo Rei Alarico, cruzam os Alpes e invadem o norte da Itália.
- 1095 — Teve início o Concílio de Clermont. O concílio foi convocado pelo Papa Urbano II para discutir o envio da Primeira Cruzada à Terra Santa.
- 1105 — Maginulfo é eleito o Antipapa Silvestre IV.
- 1210 — O Papa Inocêncio III excomunga o imperador Otão IV por invadir o Reino da Sicília depois de prometer reconhecer o controle papal sobre ele.[1]
- 1302 — Papa Bonifácio VIII publica a bula pontifícia Unam Sanctam que afirma o princípio da supremacia temporal do Papa.
- 1421 — Uma comporta do dique no Zuider Zee se rompeu, alagando 72 vilas e matando cerca de dez mil pessoas nos Países Baixos.
- 1493 — Cristóvão Colombo avista pela primeira vez o que agora é Porto Rico. Ele desembarcou no dia seguinte e batizou a ilha de San Juan Batista.
- 1601 — Tiryaki Hasan Paxá, um governador da província otomana, derrota as forças dos Habsburgos comandadas pelo arquiduque Fernando II da Áustria, que sitiavam Nagykanizsa.[2]
- 1626 — A nova Basílica de São Pedro é consagrada.
- 1730 — O herdeiro do trono da Prússia, Frederico (futuro Rei Frederico II da Prússia) é perdoado por seu pai, o Rei Frederico Guilherme I, e é libertado do confinamento. Estava preso, pois planejava fugir do país com seu amigo (e supostamente amante) Hans Hermann von Katte.
- 1803 — A Batalha de Vertières, a última grande batalha da Revolução Haitiana, é travada, levando ao estabelecimento da República do Haiti.[3]
- 1809 — Em uma ação naval durante as Guerras Napoleônicas, fragatas francesas derrotam os britânicos das Índias Orientais na Baía de Bengala.[4]
- 1812 — Guerras Napoleônicas: A Batalha de Krasnoi termina com a derrota francesa, mas a liderança do Marechal da França Michel Ney o leva a ficar conhecido como "o mais corajoso dos bravos".
- 1823 — Guerra de Independência do Brasil: tropas brasileiras tomam a cidade de Montevidéu.
- 1837 — Criada a Brigada Militar do Rio Grande do Sul, com o nome de Força Policial.
- 1863 — O Rei Cristiano IX da Dinamarca assina uma constituição que declara Schleswig como parte da Dinamarca. Isso é visto pela Confederação Alemã como uma violação do Protocolo de Londres e leva a guerra dos Ducados do Elba.
- 1867 — Um terremoto atinge as Ilhas Virgens, provocando o maior tsunami testemunhado no Caribe e matando dezenas.[5]
- 1872 — Susan B. Anthony e outras 14 mulheres são presas por votar ilegalmente na eleição presidencial dos Estados Unidos daquele ano
- 1901 — A Grã-Bretanha e os Estados Unidos assinam o Tratado Hay-Pauncefote, que anula o Tratado Clayton-Bulwer e retira as objeções britânicas a um canal controlado pelos americanos no Panamá.
- 1903 — O Tratado Hay-Bunau-Varilla é assinado pelos Estados Unidos e Panamá, concedendo aos Estados Unidos direitos exclusivos sobre a Zona do Canal do Panamá.
- 1909 — Dois navios de guerra dos Estados Unidos são enviados para a Nicarágua depois que 500 revolucionários (incluindo dois americanos) são executados por ordem de José Santos Zelaya.
- 1916 — Primeira Guerra Mundial: Primeira Batalha do Somme: na França, o comandante da Força Expedicionária Britânica, Douglas Haig, interrompe a batalha que começou em 1 de julho de 1916.
- 1918 — A Letônia declara sua independência da Rússia.
- 1928 — Lançamento nos cinemas do curta de animação Steamboat Willie, com a terceira aparição dos personagens Mickey Mouse e Minnie Mouse. Foi o primeiro curta de animação totalmente sonoro.[6]
- 1930 — Criação da Ordem dos Advogados do Brasil.
- 1940 — Segunda Guerra Mundial: o líder alemão Adolf Hitler e o ministro das Relações Exteriores da Itália Galeazzo Ciano se reúnem para discutir a desastrosa invasão italiana de Benito Mussolini na Grécia.
- 1943 — Segunda Guerra Mundial: Batalha aérea de Berlim: quatrocentos e quarenta aviões da Força Aérea Real bombardeiam Berlim, causando apenas danos leves e matando 131 pessoas. A RAF perde nove aeronaves e 53 tripulantes.
- 1961 — O presidente dos Estados Unidos, John F. Kennedy, envia 18 000 conselheiros militares para o Vietnã do Sul.[7]
- 1963 — O primeiro telefone com botão de pressão entra em serviço.
- 1966 — Criação da Embratur (Empresa Brasileira de Turismo).
- 1971 — Omã declara sua independência do Reino Unido.
- 1976 — No X Salão do Automóvel de São Paulo foi apresentado o protótipo do Fiat 147 com motor a álcool - primeiro veículo movido a álcool (hoje etanol) em todo o mundo produzindo em série a partir de 1979.
- 1978
  - Jim Jones comanda o Massacre de Jonestown, na Guiana Inglesa, onde 914 pessoas morreram no maior suicídio coletivo da história.
  - O McDonnell Douglas F/A-18 Hornet faz seu primeiro voo, no Naval Air Test Center em Maryland, Estados Unidos.
- 1987 — Incêndio de King's Cross na estação de metrô de King's Cross St. Pancras em Londres; 31 pessoas morreram.
- 1991
  - Após um cerco de 87 dias, a cidade croata de Vukovar capitula diante do Exército Popular Iugoslavo e das forças aliadas paramilitares sérvias.
  - A Comunidade Autônoma Croata de Herzeg-Bósnia, que em 1993 se tornaria uma república, foi estabelecida no território da Bósnia e Herzegovina.[8]
- 1993
  - Nos Estados Unidos, o Tratado Norte-Americano de Livre Comércio (NAFTA) é aprovado pela Câmara dos Deputados.
  - Na África do Sul, 21 partidos políticos aprovam uma nova constituição, expandindo os direitos de voto e acabando com o governo da minoria branca.
- 1994 — A Rareware lança o jogo Donkey Kong Country da Super Nintendo.
- 1996 — Um incêndio ocorre no Eurotúnel, o único registrado desde sua inauguração.
- 1996 — A Rareware lança o jogo Donkey Kong Country 3: Dixie Kong's Double Trouble! da Super Nintendo.
- 2002 — Crise do desarmamento do Iraque: inspetores de armas das Nações Unidas liderados por Hans Blix chegam ao Iraque.
- 2011 — Lançamento oficial de Minecraft, publicado pela Mojang Studios para Microsoft Windows, macOS e Linux.
- 2012 — O Papa Teodoro II de Alexandria torna-se o 118º Papa da Igreja Ortodoxa Copta de Alexandria.
- 2013 — A NASA lança a sonda MAVEN em direção ao planeta Marte.
- 2022 — Sistema Internacional de Unidades reconhece oficialmente os prefixos métricos quetta-, ronna-, ronto- e quecto-.[9]

## Nascimentos

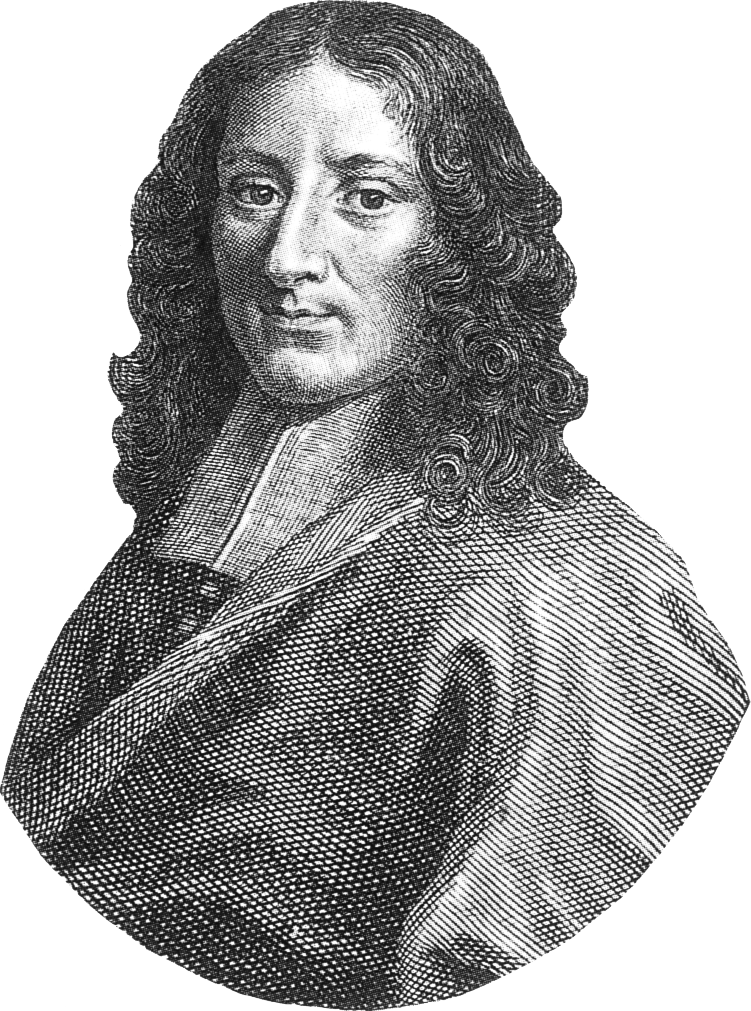
Pierre Bayle

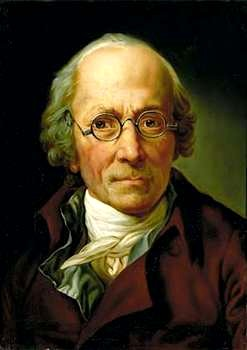
Anton Graff

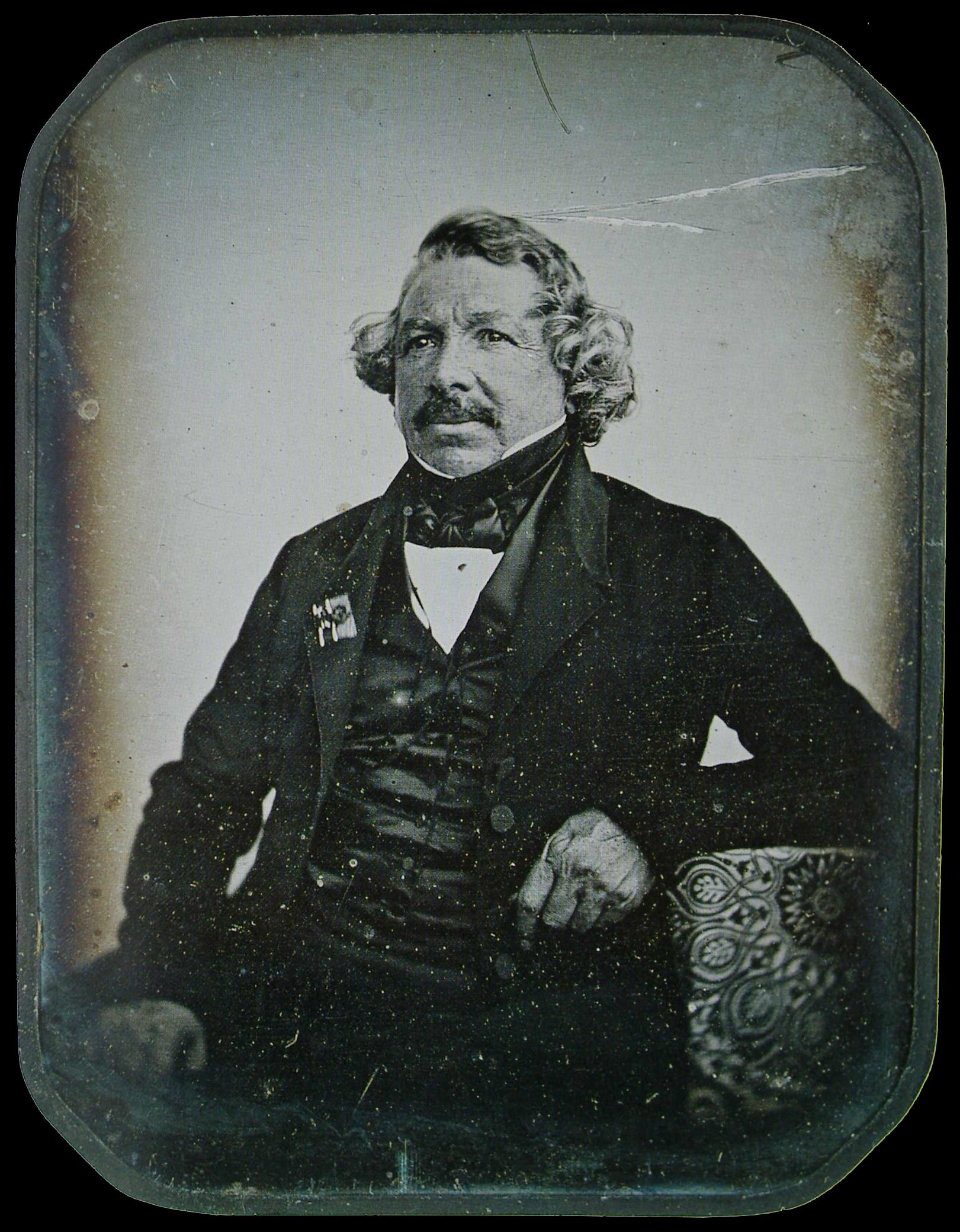
Louis Jacques Mandé Daguerre

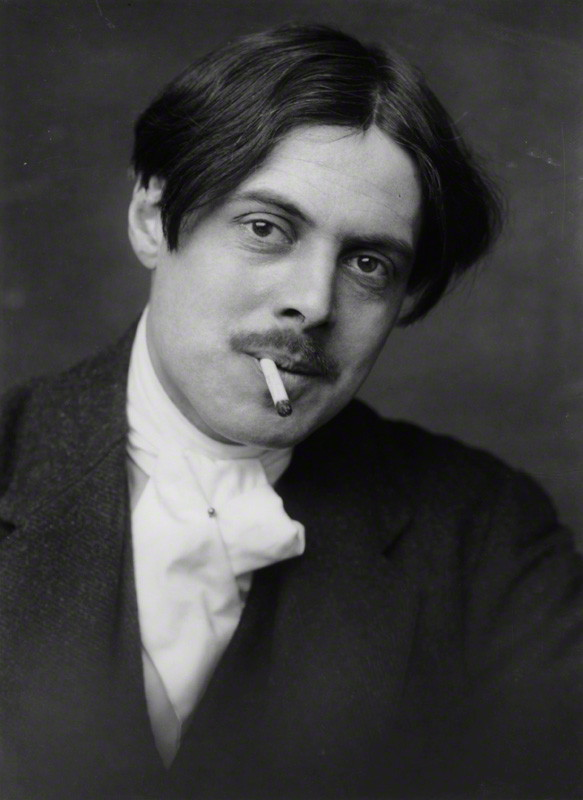
Wyndham Lewis

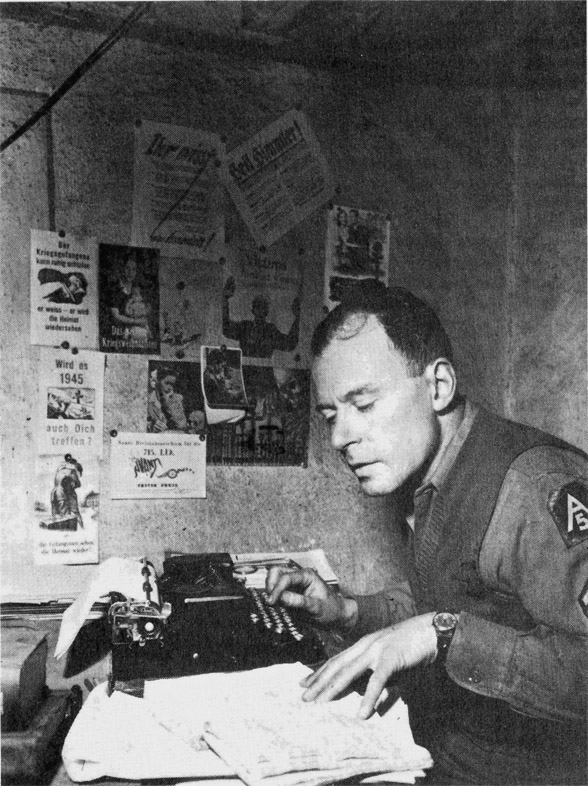
Klaus Mann

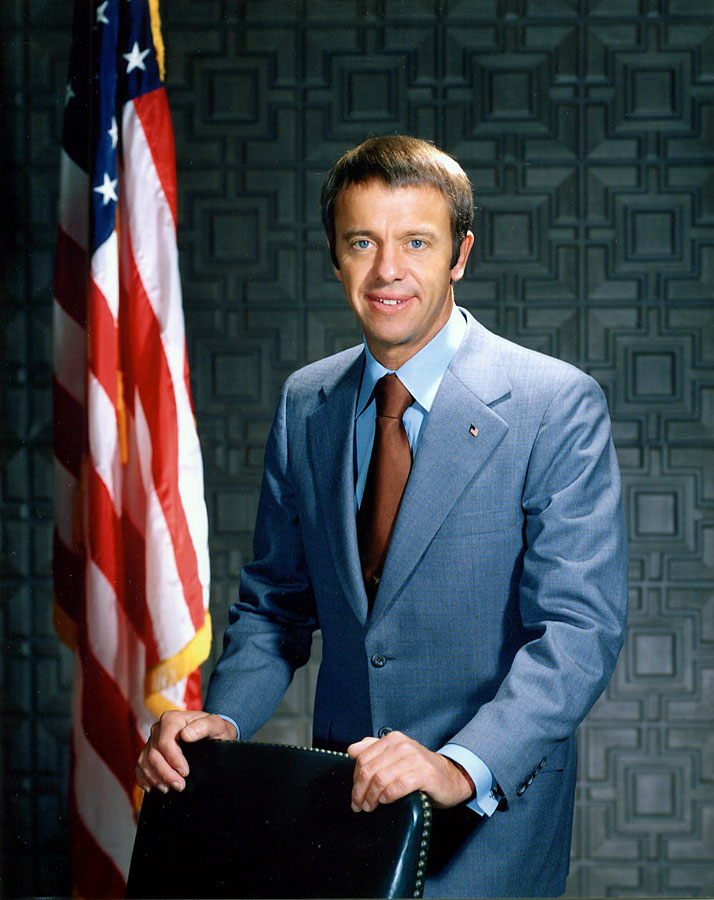
Alan Shepard

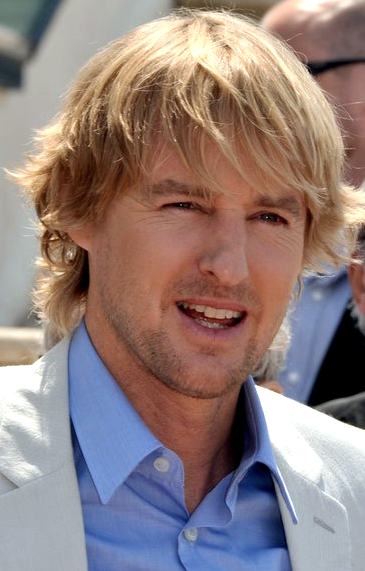
Owen Wilson

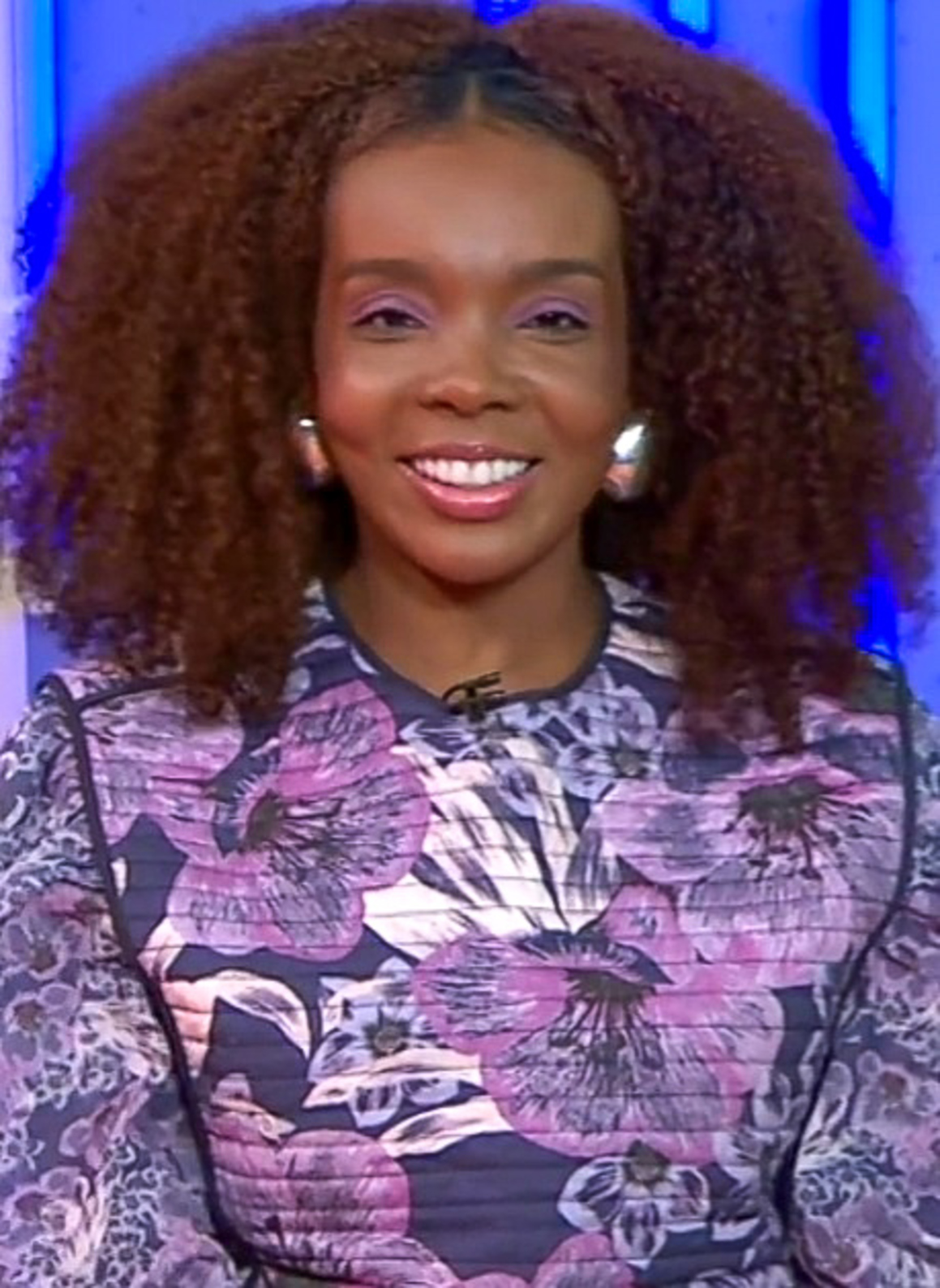
Thelma Assis

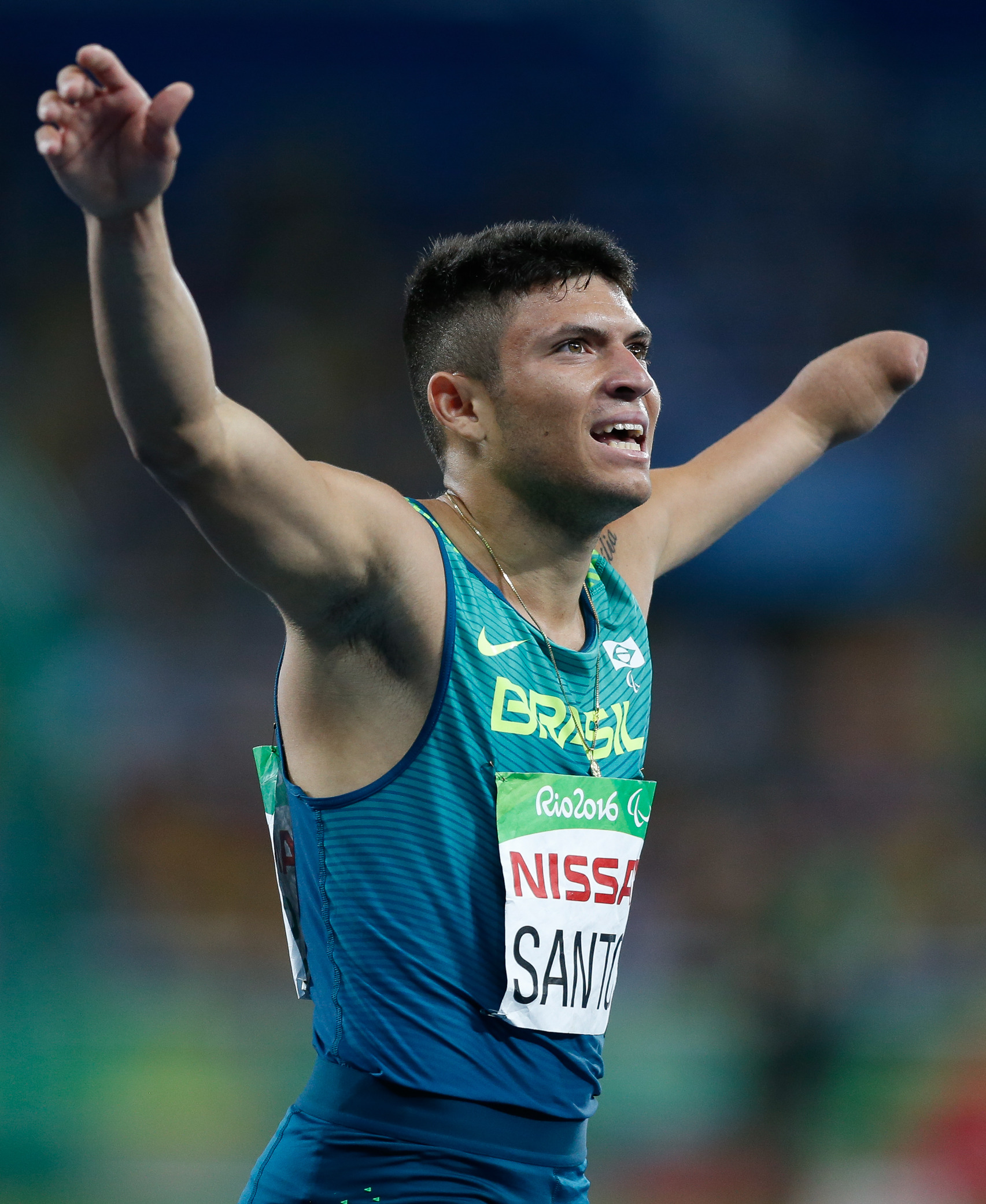
Petrúcio Ferreira

### Anteriores ao século XIX
- 0709 — Konin, imperador do Japão (m. 782).
- 1576 — Filipe Luís II, Conde de Hanau-Münzenberg (m. 1612).
- 1630 — Leonor de Gonzaga-Nevers, imperatriz do Sacro Império Romano Germânico (m. 1686).
- 1647 — Pierre Bayle, filósofo e escritor francês (m. 1706).
- 1727 — Philibert Commerson, explorador e físico francês (m. 1773).
- 1736 — Anton Graff, pintor suíço (m. 1813).
- 1774 — Guilhermina da Prússia, Rainha dos Países Baixos (m. 1837).
- 1786 — Barão von Weber, orquestrante alemão (m. 1826).
- 1787 — Louis Jacques Mandé Daguerre, fotógrafo e físico francês (m. 1851).

### Século XIX
- 1804 — Alfonso Ferrero la Marmora, general e político italiano (m. 1878).
- 1810 — Asa Gray, botânico norte-americano (m. 1888).
- 1824 — Franz Sigel, militar alemão (m. 1902).
- 1832
  - Adolf Erik Nordenskiöld, explorador e geólogo finlandês-sueco (m. 1901).
  - Heinrich Gottfried Gerber, engenheiro alemão (m. 1912).
- 1836 — W. S. Gilbert, escritor, libretista e ilustrador britânico (m. 1911).
- 1857 — Gunnar Heiberg, escritor norueguês (m. 1929).
- 1870 — Jack Richardson, ator estadunidense (m. 1957).
- 1871 — Robert Hugh Benson, sacerdote católico e escritor britânico (m. 1914).
- 1874 — Clarence Day, poeta e escritor norte-americano (m. 1935).
- 1878
  - Mitsuyo Maeda, judoca nipo-brasileiro (m. 1941).
  - Elsa Alkman, ativista, sufragista e escritora sueca (m. 1975).
  - Katie Johnson, atriz inglesa (m. 1957).
- 1882
  - Jacques Maritain, filósofo e escritor francês (m. 1973).
  - Wyndham Lewis, pintor, romancista e ensaísta britânico (m. 1957).
- 1885 — Josef Kentenich, padre católico alemão (m. 1968).
- 1889 — Stanislav Kossior, político soviético (m. 1939).
- 1890 — Irvin Willat, cineasta norte-americano (m. 1976).
- 1891 — Francisco Campos, jurista e político brasileiro (m. 1968).
- 1893 — Karimeh Abbud, fotógrafa palestina (m. 1940).
- 1897 — Patrick Maynard Stuart Blackett, físico britânico (m. 1974).
- 1899 — Eugene Ormandy, maestro e violinista húngaro-americano (m. 1985).

### Século XX

#### 1901–1950
- 1901 — George Gallup, estatístico estadunidense (m. 1984).
- 1902
  - Franklin Adreon, produtor, cineasta e roteirista estadunidense (m. 1979).
  - Luis Lucchetti, esgrimista argentino (m. 1990).
- 1906
  - George Wald, cientista norte-americano (m. 1997).
  - Klaus Mann, escritor alemão (m. 1949).
  - Alec Issigonis, designer de carros greco-britânico (m. 1988).
  - Sait Faik Abasıyanık, escritor turco (m. 1954).
- 1907
  - Compay Segundo, músico cubano (m. 2003).
  - Hilario López, futebolista mexicano (m. 1965).
- 1909
  - Frank Shields, tenista e ator estadunidense (m. 1975).
  - Johnny Mercer, cantor e compositor norte-americano (m. 1976).
- 1912 — Ernest Johnson, ciclista britânico (m. 1997).
- 1914
  - Iberê Camargo, pintor brasileiro (m. 1994).
  - William Phillips, economista norte-americano (m. 1975).
- 1917 — Pedro Infante, ator e cantor mexicano (m. 1957).
- 1919
  - Milton Corrêa Pereira, bispo brasileiro (m. 1984).
  - Jocelyn Brando, atriz norte-americana (m. 2005).
  - André Mahé, ciclista francês (m. 2010).
- 1920
  - Mustafa Khalil, político egípcio (m. 2008).
  - Konstantin Beskov, futebolista e treinador de futebol russo (m. 2006).
- 1922 — Luis Somoza Debayle, político nicaraguense (m. 1967).
- 1923
  - Alan Shepard, astronauta estadunidense (m. 1998).
  - Ted Stevens, político estadunidense (m. 2010).
- 1925 — Ênio Silveira, sociólogo brasileiro (m. 1996).
- 1926
  - Estanislao Basora, futebolista espanhol (m. 2012).
  - Dennis William Sciama, físico britânico (m. 1999).
- 1927
  - Eldar Riazanov, cineasta russo (m. 2015).
  - Liane Augustin, cantora e atriz austríaca (m. 1978).
- 1933 — Vassilis Vassilikos, escritor e diplomata grego (m. 2023).
- 1934 — Zequinha, futebolista brasileiro (m. 2009).
- 1935 — Alain Barrière, cantor e compositor francês (m. 2019).
- 1936
  - Don Cherry, trompetista norte-americano (m. 1995).
  - Ante Žanetić, futebolista croata (m. 2014).
  - Heinz Bäni, futebolista suíço (m. 2014).
- 1937 — Rui Resende, ator brasileiro.
- 1938 — Norbert Ratsirahonana, político malgaxe.
- 1939
  - Margaret Atwood, poetisa, escritora e crítica literária canadense.
  - Amanda Lear, atriz e cantora francesa.
  - Brenda Vaccaro, atriz norte-americana.
  - Oscar Calics, ex-futebolista argentino.
- 1940
  - Qaboos bin Said Al Said, sultão omanense (m. 2020).
  - Eladio Silvestre, ex-futebolista espanhol.
- 1941 — Gary Bettenhausen, automobilista norte-americano (m. 2014).
- 1942
  - Carlos Ayres Britto, jurista, magistrado e poeta brasileiro.
  - Linda Evans, atriz estadunidense.
  - Susan Sullivan, atriz estadunidense.
  - Márcio José, cantor brasileiro (m. 2002).
  - Fernando Benini, ator brasileiro.
  - Djalma Corrêa, músico brasileiro (m. 2022).
- 1943
  - Leonardo Sandri, cardeal argentino.
  - Manuel António Pina, escritor e jornalista português (m. 2012).
- 1945 — Mahinda Rajapaksa, político e jurista cingalês.
- 1947 — Omar Larrosa, ex-futebolista argentino.
- 1948
  - Joe Corrigan, ex-futebolista britânico.
  - Paul Mockapetris, cientista da computação norte-americano.
- 1950 — Tim Lopes, jornalista brasileiro (m. 2002).

#### 1951–2000
- 1951 — David Kipiani, futebolista e treinador de futebol georgiano (m. 2001).
- 1952
  - Delroy Lindo, ator britânico.
  - Harald Konopka, ex-futebolista alemão.
- 1953
  - Alan Moore, quadrinista britânico.
  - Judy Connor, ex-tenista neozelandesa.
  - Janusz Wójcik, futebolista, treinador de futebol e político polonês (m. 2017).
- 1954 — Adrie Koster, ex-futebolista e treinador de futebol neerlandês.
- 1955
  - Svante Rasmuson, ex-nadador e ex-pentatleta sueco.
  - Pamela Kyle Crossley, historiadora norte-americana.
- 1956 — Noel Brotherston, futebolista britânico (m. 1995).
- 1957 — Joey Miyashima, ator norte-americano.
- 1958
  - Cláudia Jimenez, atriz brasileira (m. 2022).
  - Daniel Brailovsky, treinador de futebol e ex-futebolista argentino.
  - Robert Dill-Bundi, ciclista suíço (m. 2024).
- 1959
  - Jimmy Quinn, ex-futebolista e treinador de futebol britânico.
  - Waleed Al-Jasem, ex-futebolista kuwaitiano.
  - Ulrich Noethen, ator alemão.
- 1960
  - Kim Wilde, cantora britânica.
  - Ivans Klementjevs, ex-canoísta e político letão.
  - Ricardo Coutinho, político brasileiro.
  - Fernanda Britto, influencer e consultora brasileira (m. 2024).
- 1961
  - Sergey Gorlukovich, ex-futebolista e treinador de futebol bielorrusso.
  - Nick Chinlund, ator norte-americano.
  - Steven Moffat, roteirista e produtor cinematográfico britânico.
- 1962
  - Kirk Hammett, guitarrista americano.
  - Paulo Giardini, ator brasileiro (m. 2024).
- 1963 — Peter Schmeichel, ex-futebolista dinamarquês.
- 1965 — Orã Figueiredo, ator e diretor brasileiro.
- 1966
  - Brett Dutton, ex-ciclista australiano.
  - Tetsuya Takahashi, produtor de jogos eletrônicos japonês.
  - Bruno Gouveia, cantor brasileiro.
- 1967
  - Regina Remencius, atriz brasileira.
  - Caroline Proust, atriz francesa.
  - Hélio Pereira dos Santos, bispo católico brasileiro.
  - Thomas Reineck, ex-canoísta alemão.
- 1968
  - Owen Wilson, ator norte-americano.
  - Luizianne Lins, política brasileira.
- 1969
  - Koichiro Kimura, wrestler japonês (m. 2014).
  - Robert Rodallega, ex-futebolista venezuelano.
- 1970
  - Elizabeth Anne Allen, atriz norte-americana.
  - Peta Wilson, atriz australiana.
- 1971 — Lee Lim-saeng, ex-futebolista e treinador de futebol sul-coreano.
- 1973 — Darko Kovačević, ex-futebolista sérvio.
- 1974
  - Petter Solberg, automobilista norueguês.
  - Chloë Sevigny, atriz e modelo norte-americana.
  - Max Tonetto, ex-futebolista italiano.
- 1975 — David Ortiz, ex-jogador de beisebol dominicano.
- 1976
  - Matt Welsh, ex-nadador australiano.
  - Guy Feutchine, ex-futebolista camaronês.
- 1977
  - Michel, ex-futebolista brasileiro.
  - Fabolous, rapper e produtor musical norte-americano.
  - Pastor Troy, rapper norte-americano.
  - Manuel Ibarra, ex-futebolista chileno.
- 1978
  - Júlio César Correa, ex-futebolista brasileiro.
  - Azubuike Oliseh, ex-futebolista nigeriano.
- 1979 — Jean Narde, ex-futebolista brasileiro.
- 1980
  - Ivan Pelizzoli, ex-futebolista italiano.
  - François Duval, automobilista belga.
  - Denny Hamlin, automobilista norte-americano.
  - Hamza al-Ghamdi, terrorista saudita (m. 2001).
- 1981
  - Christina Vidal, atriz norte-americana.
  - Allison Tolman, atriz estadunidense.
  - Gustavo Reiz, escritor e autor de novelas brasileiro.
  - Nasim Pedrad, atriz iraniana-americana.
- 1982
  - Ferdinando Valencia, ator mexicano.
  - Damon Wayans Junior, ator, produtor e roteirista norte-americano.
  - Olivia Nobs, snowboarder suíça.
  - Hannes Peckolt, velejador alemão.
- 1983
  - Michael Dawson, ex-futebolista britânico.
  - Isabel Swan, iatista olímpica e política brasileira.
- 1984
  - Johnny Christ, baixista norte-americano.
  - Enar Jääger, ex-futebolista estoniano.
  - Thelma Assis, médica e apresentadora brasileira.
- 1985 — Allyson Felix, ex-velocista norte-americana.
- 1986 — Nicolette Shea, modelo e atriz de filmes eróticos norte-americana.
- 1987
  - Neto Berola, futebolista brasileiro.
  - Jake Abel, ator norte-americano.
  - Niki Torrão, futebolista macaense.
- 1988
  - Marc Albrighton, ex-futebolista britânico.
  - Flora Matos, cantora brasileira.
  - Larisa Ilchenko, nadadora russa.
  - José Peñarrieta, futebolista boliviano.
  - Elaine Breeden, nadadora norte-americana.
- 1990 — Noémie Schmidt, atriz suíça.
- 1991
  - Noppawan Lertcheewakarn, tenista tailandês.
  - Fabiano Leismann, futebolista brasileiro.
  - Kamshybek Kunkabayev, pugilista cazaque.
- 1992
  - Nathan Kress, ator e diretor norte-americano.
  - Emanuel Buchmann, ciclista alemão.
  - Guilherme Lazaroni, futebolista brasileiro.
  - John Karna, ator norte-americano.
- 1994
  - Ailton Canela, futebolista brasileiro (m. 2016).
  - Danka Kovinić, tenista montenegrina.
  - Noah Ringer, ator e artista marcial norte-americano.
- 1996
  - Akram Afif, futebolista qatari.
  - Petrúcio Ferreira, velocista paralímpico brasileiro
- 1997
  - Olivier Boscagli, futebolista francês.
  - Jordy Caicedo, futebolista equatoriano.
  - Robert Sánchez, futebolista espanhol.
- 1999 — Domingos Quina, futebolista português.

### Século XXI
- 2002
  - Pierre-Jean Clausse, pesquisador e ativista francês.
  - Patrick Baldwin Jr., jogador de basquete norte-americano.
- 2003 — Maria Timofeeva, tenista russa.
- 2005 — Lia McHugh, atriz norte-americana.

## Mortes

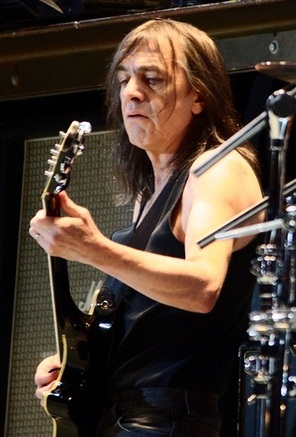
Malcolm Young

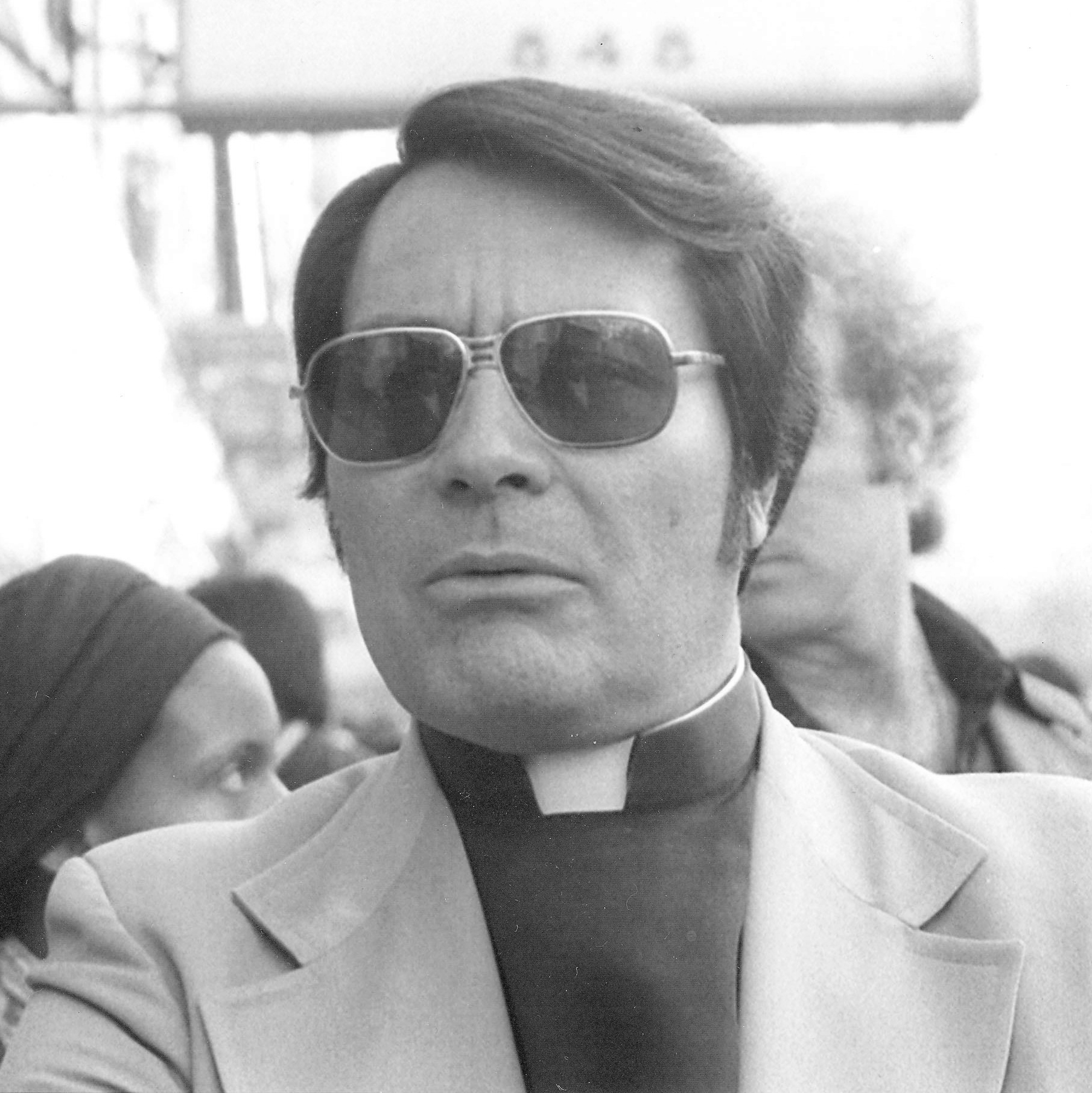
Jim Jones

### Anteriores ao século XIX
- 0942 — Odão de Clúnia, abade francês (n. c. 878).
- 1154 — Adelaide de Saboia, rainha dos Francos (n. 1092).
- 1170 — Alberto I de Brandemburgo (n. 1100).
- 1259 — Adam Marsh, erudito e teólogo inglês (n. 1200).
- 1305 — João II, Duque da Bretanha (n. 1239).
- 1313 — Constança de Portugal, Rainha de Castela (n. 1290).
- 1439 — Ana de Veldenz, condessa palatina de Simmern-Zweibrücken (n. 1394/95)
- 1575 — Johannes Aurifaber, teólogo e reformador alemão (n. 1519).
- 1724 — Bartolomeu de Gusmão, padre, inventor e cientista luso-brasileiro (n. 1685).
- 1785 — Luís Filipe, Duque d'Orleães (n. 1725).

### Século XIX
- 1814 — Aleijadinho, escultor brasileiro (n. 1730).
- 1857 — Buenaventura Codina y Augerolas, prelado espanhol (n. 1788).
- 1886 — Chester A. Arthur, político norte-americano (n. 1829).
- 1889 — William Allingham, poeta britânico (n. 1824).

### Século XX
- 1922 — Marcel Proust, escritor francês (n. 1871).
- 1941 — Walther Hermann Nernst, físico e químico alemão (n. 1864).
- 1944 — Tsunessaburo Makiguti, pedagogo japonês (n. 1871).
- 1962 — Niels Bohr, químico dinamarquês (n. 1885)
- 1968 — Walter Wanger, produtor cinematográfico norte-americano (n. 1894)
- 1978 — Jim Jones, líder religioso norte-americano (n. 1931).
- 1986 — Gia Carangi, modelo norte-americana (n. 1960).
- 1994 — Ronaldo Bôscoli, compositor, produtor musical e jornalista brasileiro (n. 1928).
- 1997 — Zózimo Barrozo do Amaral, jornalista brasileiro (n. 1941).
- 1998 — Aurélio de Lira Tavares, militar brasileiro (n. 1905).

### Século XXI
- 2002 — James Coburn, ator norte-americano (n. 1928).
- 2003 — Michael Kamen, maestro e compositor alemão (n. 1948).
- 2004 — Borjalo, desenhista e cartunista brasileiro (n. 1925).
- 2009 — Salem Saad, futebolista emiradense (n. 1978).
- 2017 — Malcolm Young, guitarrista australiano (n. 1953).

## Feriados e eventos cíclicos

### Internacional
- Letônia: Dia da Independência (1918).
- Omã: Dia da Pátria.

### Brasil
- Dia do Conselheiro Tutelar.
- Dia do Tabelião e Registrador.
- Dia do Colecionador.
- Aniversário do Município do Conde, Paraíba

### Cristianismo
- Dedicação das Basílicas de São Pedro e São Paulo
- Karolina Kózka
- Nossa Senhora do Rosário de Chiquinquirá
- Odão de Clúnia
- Romão de Antioquia
- Rosa Filipa Duchesne

## Outros calendários
- No calendário romano era o 14.º (XIV) dia antes das calendas de dezembro.
- No calendário litúrgico tem a letra dominical G para o dia da semana.
- No calendário gregoriano a epacta do dia é iv.